# Talbototipija
Talbototipija (zvana i slani tisak ili kalotipija) označava fotografsku tehniku koju je između 1834. i 1839.  otkrio William Henry Fox Talbot. Tehnika kao svijetloosjetljivu emulziju koristi slanu otopinu i srebrov nitrat.

## Vanjske poveznice
- How to Make a Salt Print  Arhivirana inačica izvorne stranice od 1. travnja 2012. (Wayback Machine)
- Salted Paper Printing Process
- Salt Prints
- William Henry Fox Talbot (1800-1877) and the Invention of Photography